# Дублянський район
Дублянський район — колишня адміністративно-територіальна одиниця Дрогобицької області із центром у смт Дубляни.

## Історія
10 січня 1940 року Політбюро ЦК КПУ(б)У обговорило питання про утворення у складі Дрогобицької області ряду районів, у їх числі Дублянського району центром якого стало смт Дубляни.
Однак вже 29 червня 1941 радянські війська з боями залишили ряд районних центрів, серед них і Дубляни Дрогобицької області.
Відновлено радянську владу було 8 серпня 1944 року коли радянські війська оволоділи як районним центром та залізничною станцією Дубляни а також селами району.
У січні 1959 року Дублянський район було поділено між Дрогобицьким, Меденицьким і Самбірським районами.

## Дублянський райком КП(б)У

Дрогобицька округа ОУНР у 1946 році

Районний комітет КП(б)У в районі було створено одразу після його створення у січні 1940 року, однак вже у червні 1941 року він припинив своє функціонування. Діяльність районного комітету КП(б)У було відновлено у вересні 1944 року. У жовтні 1952 року його було перейменовано на районний комітет КПУ. У січні 1959 року його було ліквідовано у зв'язку з входженням району до складу Самбірського району.
До складу райкому КП(б)У входили наступні підрозділи: Бюро (загальний відділ), організаційно-інструкторський відділ (з 1949 р. — відділ партійних, профспілкових та комсомольських організацій), сектор партійної статистики, відділ пропаганди і агітації, сільськогосподарський відділ, військовий відділ, відділ з роботи серед жінок, відділ кадрів.

## ОУНівське підпілля та діяльністьУПА
1944 року Дублянський район увійшов до Дрогобицького надрайону Дрогобицької округи, яка була дещо менша за адміністративну Дрогобицьку область. Аналогічне підпорядкування Дублянського району збереглося і за адміністративним поділом ОУН в 1947 році.
У серпні 1947 року комісар Дрогобицького облвійськкомату направив голові облвиконкому і начальнику Управління НКДБ інформацію про українське підпілля і відмову військовозобов'язаних 1926–1928 рр. народження по Дрогобицькій області служити в радянській армії. Зокрема у Дублянському районі, в окремих сільрадах, військовозобов'язані після оповіщення не з'являлися або на шляху слідування в районні військкомати розбігалися, внаслідок дій озброєних формувань УПА. Пропонувалось по лінії МДБ і МВС виявляти й ізольовувати керівників груп «бандерівців», серед населення проводити роз'яснювальну роботу, військовозобов'язаних супроводжувати з озброєною охороною, а в разі їх неявки призов проводити примусово.